# Ферплеј (филм)
Ферплеј (енгл. Fair Play) амерички је еротски трилер из 2023. године у режији и по сценарију Клои Демонт. Главне улоге тумаче Фиби Дајневор и Олден Еренрајх, а радња прати млади пар чија веза почиње да се расплиће након неочекиваног унапређења у фирми за хеџ-фондове.
Продукција је започела у јануару 2022. у Србији. Премијера је приказана 20. јануара 2023. на Филмском фестивалу Санденс, док је 29. септембра приказан у одабраним биоскопима, пре него што га је Netflix почео приказивати од 6. октобра исте године. Добио је позитивне рецензије критичара.

## Радња
Након неочекиваног унапређења у немилосрдној фирми за хеџ-фондове, веза једног пара нађе се на ивици. Њихова веридба није једино што би се могло распасти.

## Улоге
| Глумац              | Улога         |
| ------------------- | ------------- |
| Фиби Дајневор       | Емили         |
| Олден Еренрајх      | Лук           |
| Еди Марсан          | Кембел        |
| Рич Сомер           | Пол           |
| Себастијан де Соуза | Рори          |
| Џералдина Самервил  | Емилина мајка |
| Патрик Фишлер       | Роберт Бајнс  |